# Corina Crețu

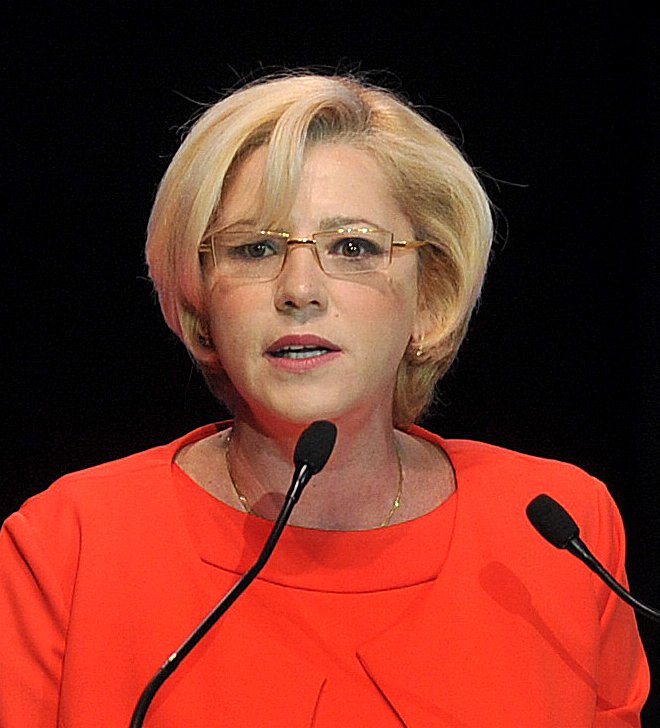
Corina Crețu (2014)

Corina Crețu (* 24. Juni 1967 in Bukarest) ist eine rumänische Politikerin. Sie war von 2007 bis 2014 und ist erneut seit 2019 Mitglied des Europäischen Parlaments. Von 2014 bis 2019 war sie EU-Kommissarin für Regionalpolitik in der Kommission Juncker. Sie gehörte in Rumänien bis Januar 2019 der PSD an, seither der PRO, auf europäischer Ebene der SPE.

## Politische Karriere
Crețu absolvierte ein Studium der Planung und Ökonomischen Kybernetik an der Wirtschaftsakademie Bukarest, das sie 1989 abschloss. Anschließend arbeitete sie als ökonomische Analystin und Programmiererin in der Maschinenfabrik in Blaj sowie als Journalistin für die Zeitungen Azi, Cronica Română und Curierul Național.
Von 1992 bis 1996 war sie Beraterin des rumänischen Staatspräsidenten Ion Iliescu. Sie trat 1996 der Partidul Democrației Sociale din România (PDSR) bei, deren Vorsitzender Iliescu war und aus der 2001 die Partidul Social Democrat (PSD) hervorging. Crețu wirkte als Chefin der Pressestelle der Partei und als stellvertretende Vorsitzende der nationalen Frauenorganisation. Im Jahr 2000 wurde sie in das Abgeordnetenhaus gewählt, legte das Mandat aber nieder, um wieder als Beraterin Iliescus zu arbeiten, der von 2000 bis 2004 eine zweite Amtszeit als Staatspräsident hatte. Sie leitete in dieser Zeit die Abteilung für öffentlich Kommunikation im Präsidialamt. Sie gehörte von 2004 bis 2005 dem rumänischen Senat an und war Delegierte in der Parlamentarischen Versammlung der OSZE. Im April 2005 wurde sie zur stellvertretenden Vorsitzenden der PSD gewählt und blieb dies bis Dezember 2006.
Crețu wurde bereits während der Beitrittsphase ab September 2005 vom rumänischen Parlament als Beobachterin zum Europäischen Parlament entsandt, wo sie sich der sozialdemokratischen Fraktion anschloss. Von der Aufnahme Rumäniens in die Europäische Union am 1. Januar 2007 an war sie vollwertiges Mitglied Crețu war sie vollwertiges Mitglied des Europäischen Parlaments. Bei der nachgeholten Europawahl in Rumänien im November 2007 wurde sie bestätigt. In der Legislaturperiode bis 2009 gehörte sie dem Entwicklungsausschuss und der Delegation für die Beziehungen zu den Vereinigten Staaten an. Von 2008 bis 2010 war sie Mitglied des Parlamentarischen Netzwerks der Weltbank.
Nach ihrer Wiederwahl 2009 war sie in der Legislaturperiode bis 2014 stellvertretende Vorsitzende des Entwicklungsausschusses und weiterhin Delegierte für die Beziehungen zu den Vereinigten Staaten. Zudem gehörte sie 2009–11 dem Sonderausschuss zur Finanz-, Wirtschafts- und Sozialkrise an. Ab 2011 war sie erneut stellvertretende Vorsitzende der PSD. Von 2012 bis 2014 war Crețu stellvertretende Vorsitzende der Fraktion der Progressiven Allianz der Sozialdemokraten (S&D). Nach der Europawahl 2014, bei der Crețu ihren Sitz verteidigte, wurde sie zu einer der 14 Vizepräsidenten des Europäischen Parlaments gewählt. Zudem gehörte sie dem Ausschuss für Beschäftigung und soziale Angelegenheiten an, war Delegierte für die Beziehungen zu Israel sowie in der Parlamentarischen Versammlung der Union für den Mittelmeerraum.
Für den Posten des rumänischen EU-Kommissars hatte die Regierung von Victor Ponta (PSD) zunächst den bisherigen Landwirtschaftskommissar Dacian Cioloș nominiert, der eine zweite Amtszeit bekommen sollte. Da jedoch nach den Vorschlägen der 28 Mitgliedsstaaten die Quote von wenigstens neun Frauen in der Kommission nicht erfüllt war, entschied sich die rumänische Regierung stattdessen für Crețu, die – anders als der parteilose Cioloș – auch der Regierungspartei PSD angehörte. Die Opposition protestierte gegen die Ernennung Crețus, weil das rumänische Parlament nicht angehört worden sei. Sie schied am 31. Oktober 2014 aus dem Europaparlament aus und trat am nächsten Tag ihr Amt als Kommissarin für Regionalpolitik in der Kommission von Jean-Claude Juncker an. Mit Antritt der Kommission von der Leyen I am 1. Dezember 2019 schied sie aus dem Amt aus.
Im Januar 2019 trat Crețu aus der PSD aus und wurde Mitglied der Partei PRO România des ehemaligen Ministerpräsidenten Victor Ponta (der die PSD bereits ein Jahr zuvor verlassen hatte). Sie beklagte den EU-skeptischen Kurswechsel ihrer Partei, der nicht mehr mit ihren „europäischen Werten“ übereinstimme. Crețu war wiederholt von Parteikollegen angegriffen worden, da sie in ihrer Position als EU-Kommissarin die PSD-dominierte Regierung ihres Heimatlandes für den mangelhaften Gebrauch von EU-Mitteln kritisiert hatte. Als Kandidatin der PRO wurde sie bei der Europawahl 2019 erneut in das Europäische Parlament gewählt. Dort hat sie sich wieder der S&D-Fraktion angeschlossen und ist Mitglied im Haushaltskontrollausschuss, im Ausschuss für regionale Entwicklung und Delegierte im Gemischten Parlamentarischen Ausschuss EU–Türkei.

## Privatleben
Im Jahr 2013 wurden intime E-Mails publik, die Crețu im Zeitraum 2005–11 mit dem ehemaligen amerikanischen Außenminister Colin Powell ausgetauscht hatte. Im November 2011 bezeichnete sie ihn als „die größte Liebe“ ihres Lebens, schrieb aber, dass sie nun eine „realistische Liebe“ gefunden habe. Powell bestritt eine Affäre mit Crețu und bezeichnete das Verhältnis als freundschaftlich. Im Oktober 2012 heiratete Crețu den Geschäftsmann Ovidiu Rogoz.